# Primadonna (singel Ałły Pugaczowej)
Primadonna (ros. Примадонна) – utwór rosyjskiej piosenkarki Ałły Pugaczowej, napisany i skomponowany przez samą artystkę, nagrany i wydany w 1997 oraz wydany na jej płycie zatytułowanej Da! z 1998 roku.
Utwór reprezentował Rosję podczas 49. Konkursu Piosenki Eurowizji w 1997 roku. 3 maja został zaprezentowany przez piosenkarkę podczas koncertu finałowego widowiska jako dwudziesty w kolejności i zajął ostatecznie piętnaste miejsce, zdobywając łącznie 33 punkty, w tym m.in. maksymalną notę 12 punktów od jurorów ze Słowenii.
Oprócz rosyjskojęzycznej wersji piosenki, Pugaczowa nagrała utwór także w języku angielskim i francuskim (jako „Diva Prima Donna”).

## Lista utworów
CD single
1. „Примадонна”
2. „Primadonna”
3. „Diva Prima Donna”